# رود روتکا
رود روتکا (به لاتین: Rutka) یک رود در روسیه است که در استان نیژنی نووگورود واقع شده‌است.